# Emilee
Emilee (styl. EMILEE), właściwie Emilee Flood (ur. 31 stycznia 2000 w Batesville) – amerykańska piosenkarka, kompozytorka, autorka tekstów, TikTokerka oraz influencerka, która zyskała największą popularność po występie gościnnym w utworze Surf Mesa „ILY (I Love You Baby)”.

## Życiorys

### Kariera muzyczna
2019
Emilee zaczęła swoją karierę muzyczną w 2019 roku, wydając debiutancki singiel „High Hopes” przez własną wytwórnię Emilee Flood Music. W tym samym roku wydała jeszcze dwa single: „Feels Like a Dream” (który do maja 2021 roku został odtworzony ponad 8 milionów razy w serwisie Spotify i został zanotowany na liście przebojów iTunes w Indiach) oraz „Falling” (do którego został zrealizowany teledysk).
W tym roku wystąpiła gościnnie w singlu Surf Mesy pt. „ILY (I Love You Baby)”. Dzięki temu zyskała popularność międzynarodową – singiel dostał się na listę Hot 100 Billboardu, a następnie na wiele innych oficjalnych list przebojów. Singiel doczekał się platynowej płyty na terenie Polski, Stanów Zjednoczonych i kilku innych państw.
2020
24 stycznia 2020 roku wydała singiel „Love Seems Too Hard”. Singiel stał się przebojem w Nowej Zelandii. Kolejny, „Heaven”, został odtworzony ponad 10 milionów razy w Spotify i został przebojem w Irlandii. Następnym singlem był „Hide”, który pomimo dużej ilości wyświetleń w serwisie Spotify nie zdobył większej popularności. 23 grudnia 2020 roku opublikowała solową wersję utworu „ILY (I Love You Baby)”.
Także w tym roku wystąpiła w singlu „Beautiful Boy” wraz z kolumbijską piosenkarką Karol G oraz amerykańskim raperem Ludacrisem. Utwór dostał się do list streamingowych dwóch państw Ameryki Środkowej: Kolumbii i Panamy.
2021
W 2021 roku wydała jeden singiel pt. „How It Goes”. Znalazł się on na 67. pozycji szwedzkiej listy iTunes.

## Dyskografia

### Single
Jako główny artysta
| Rok                                                      | Tytuł                                     | Pozycja na liście przebojów | Pozycja na liście przebojów | Album |
| Rok                                                      | Tytuł                                     | CO (Spotify)                | PA (Spotify)                | Album |
| -------------------------------------------------------- | ----------------------------------------- | --------------------------- | --------------------------- | ----- |
| 2019                                                     | „High Hopes”                              | –                           | –                           | ―     |
| 2019                                                     | „Feels Like a Dream”                      | –                           | –                           | ―     |
| 2019                                                     | „Falling”                                 | –                           | –                           | ―     |
| 2020                                                     | „Love Seems Too Hard”                     | –                           | –                           | ―     |
| 2020                                                     | „Heaven”                                  | –                           | –                           | ―     |
| 2020                                                     | „Hide”                                    | –                           | –                           | ―     |
| 2020                                                     | „I Love You Baby”                         | –                           | –                           | ―     |
| 2020                                                     | „Beautiful Boy” (oraz Karol G i Ludacris) | 151                         | 195                         | ―     |
| 2021                                                     | „How It Goes”                             | –                           | –                           | ―     |
| „–” oznacza, że singel nie był notowany na danej liście. |                                           |                             |                             |       |

Jako artysta gościnny
| Rok  | Tytuł                                                 | Pozycja na liście przebojów | Pozycja na liście przebojów | Pozycja na liście przebojów | Pozycja na liście przebojów | Pozycja na liście przebojów | Pozycja na liście przebojów | Pozycja na liście przebojów | Pozycja na liście przebojów | Pozycja na liście przebojów | Pozycja na liście przebojów | Pozycja na liście przebojów | Certyfikaty | Album |
| Rok  | Tytuł                                                 | AUS                         | AUT                         | CAN                         | FRA                         | GER                         | ITA                         | NLD                         | POL                         | NZ                          | UK                          | US                          | Certyfikaty | Album |
| ---- | ----------------------------------------------------- | --------------------------- | --------------------------- | --------------------------- | --------------------------- | --------------------------- | --------------------------- | --------------------------- | --------------------------- | --------------------------- | --------------------------- | --------------------------- | --- | ----- |
| 2019 | „ILY (I Love You Baby)” (Surf Mesa, gościnnie Emilee) | 17                          | 5                           | 37                          | 12                          | 7                           | 34                          | 5                           | 17                          | 16                          | 22                          | 23                          | - AUS: platynowa płyta - BEL: złota płyta - CAN: 3× platynowa płyta - ESP: złota płyta - FRA: platynowa płyta - GER: złota płyta - IT: złota płyta - NZ: złota płyta - POL: 3× platynowa płyta - SWI: 2× platynowa płyta - US: platynowa płyta | ―     |